# Кундино
Кундино (мкд. Кундино) је насеље у Северној Македонији, у источном делу државе. Кундино је у саставу општине Пробиштип.

## Географија
Кундино је смештено у источном делу Северне Македоније. Од најближег града, Пробиштипа, насеље је удаљено 3 km северно.
Насеље Кундино се налази у историјској области Злетово, на јужним падинама Осоговских планина. Надморска висина насеља је приближно 720 метара. 
Месна клима је планинска због знатне надморске висине.

## Становништво
Кундино је према последњем попису из 2002. године имало 81 становника.
Претежно становништво у насељу су етнички Македонци (98%), а остало су Срби.
Већинска вероисповест месног становништва је православље.